# Говорливость
Говорли́вость (словоохотливость) — склонность к многословию у того или иного индивидуума, речистость, болтливость, разговорчивость.

## Гендерные различия
Существует расхожее мнение, что женщины более говорливы, нежели мужчины. Однако исследования показывают, что это не так, вместе с тем стереотип женской говорливости весьма распространен в европейской культуре (как восточноевропейской, так и западноевропейской).

### Статистика
Так нейропсихиатр Бризендин (Brizendine) утверждала, что женщина в среднем произносит 20000 слов в день, в то время как мужчина — всего 7000. Это утверждение неоднократно цитировалось в печати, радио и на телевидении.
На самом деле сравнительных исследований речи мужчин и женщин крайне мало. Исследователь Либерман (Liberman) проанализировал речь, записанную на магнитную плёнку, и пришёл к выводу, что женщины произносят 8805 слов в день, а мужчины — 6073. Однако в этом исследовании участники сами решали, когда включить, а когда выключить магнитофон.
Чтобы уточнить этот вопрос, исследователи из США использовали записывающее устройство, которое активировалось голосом. Участники этого исследования носили с собой это устройство, занимаясь повседневными делами. Всего за период с 1998 по 2004 год таким образом были протестированы 396 человек — студентов университетов Мексики и США. Оказалось, что женщины в среднем произносили 16215 слов в день, а мужчины — 15669. Эти различия между говорливостью мужчин и женщин не были статистически значимы. Таким образом, оказалось, что женщины и мужчины одинаково говорливы — по крайней мере, студенты.

## Недостатки и преимущества
Говорливость во многих культурах считается недостатком, в связи с тем, что это качество оказывает раздражающее действие на окружающих, способствует распространению сплетен, слухов и т. д. 